# Herberts Cukurs
Herberts Cukurs (Liepāja, Letònia, 17 de maig de 1900 - Montevideo, Uruguai, 24 de febrer de 1965) va ser un aviador, capità de la Força Aèria Letona, enginyer aeronàutic, periodista, i escriptor. Va estar implicat, d'alguna manera, a l'Holocaust a Letònia durant la Segona Guerra Mundial, encara que nacionalistes letons encara neguin la seva culpabilitat.
Cukurs era natural de Liepāja, a uns 170 quilòmetres al sud-oest de Riga, la capital letona. Es va fer famós mundialment pels raids -vols de llarga distància- que va realitzar als anys 30, quan va escriure el seu nom i el del seu país a la història de l'aviació mundial, el que li va fer ser conegut com el «Lindbergh bàltic».

## Gestes aèries
- El 1933, amb un avió dissenyat i construït per ell, va partir des de Riga (Letònia) cap a Banjul (Gàmbia) i en va tornar, en un viatge de més de 19.000 km.[3]
- El 1936, novament amb un avió dissenyat i construït per ell, parteix de Riga (Letònia) cap a Tòquio (el Japó), i en torna, en un vol de 40.045 km.[4]

## Participació en l'Holocaust
Pel que sembla, Cukurs va integrar al costat del Major Viktors Arājs com a auxiliar de la policia letona, els grups antisemites que van donar suport a la crida Sonderkommando Arājs, que va ser responsable directament de la deportació i assassinat de prop de 30.000 jueus letons del Gueto de Riga, encara que la participació de Cukurs en aquests actes no està provada en l'actualitat.
L'historiador Andrew Ezergailis ha sostingut que Cukurs va participar en les atrocitats comeses en el Gueto de Riga de forma conjunta amb la Massacre de Rumbula el 30 de novembre de 1941. Després de la guerra, testimonis que van sobreviure van informar que Cukurs havia estat present durant l'evacuació del Gueto.

## El final
Cukurs va emigrar al Brasil a través de França, i allà va establir en la ciutat de São Paulo un negoci de vols panoràmics. Herbert Cukurs, va ser identificat per membres del Mossad al Brasil, i amb la falsa intenció de muntar un negoci a l'Uruguai, el van portar a aquest país i el 23 de febrer de 1965, el van assassinar deixant-lo dintre d'una maleta a una casa abandonada, deixant una nota que deia «Aquells que mai no obliden»". El seu cas és l'únic, a més a més del d'Adolf Eichmann, que ha estat reivindicat pel Mossad.

## Conclusions sobre la seva participació en l'Holocaust
Les acusacions sobre la participació de Cukurs en les atrocitats comeses durant la Segona Guerra Mundial el van fer guanyar-se el sobrenom de «el botxí de Riga» entre els supervivents de l'Holocaust.
Cap d'aquestes acusacions sobre la presumpta participació de Cukurs a l'Holocaust dintre de Letònia han estat provades en cap Tribunal de Justícia. Per aquest motiu, hi ha persones que argumenten que ha estat erròniament difamat. Ara com ara, a Letònia, part de l'opinió pública és a favor de l'exoneració de culpa de Cukurs. Per exemple, hi ha una exposició a Riga en honor de l'heroi nacional Herberts Cukurs, en la que la seva actuació al Sonderkommando Arājs és considerada innocent.
Ezergailis també remarca que molta de la literatura disponible suggereix que la principal responsabilitat de Cukurs al Sonderkommando Arājs va ser com a mecànic als seus garatges. Hi ha hagut intents d'explicar o disculpar la participació de Cukurs a l'assassinat de jueus, deguts a la reclamació de testimonis i supervivents, a la falta de proves que l'involucrin, o el fet que ell va poder haver actuat sota coacció.